# Alosa braschnikowi
Alosa braschnikowi és una espècie de peix de la família dels clupeids i de l'ordre dels clupeïformes.

## Morfologia
- Els mascles poden assolir 50 cm de llargària total.
- Dents ben desenvolupades en ambdues mandíbules.[5][6]

## Alimentació
Menja clupeids petits, crustacis i, de tant en tant, insectes i mol·luscs.

## Distribució geogràfica
Es troba a la mar Càspia.